# István Haller (politicus)

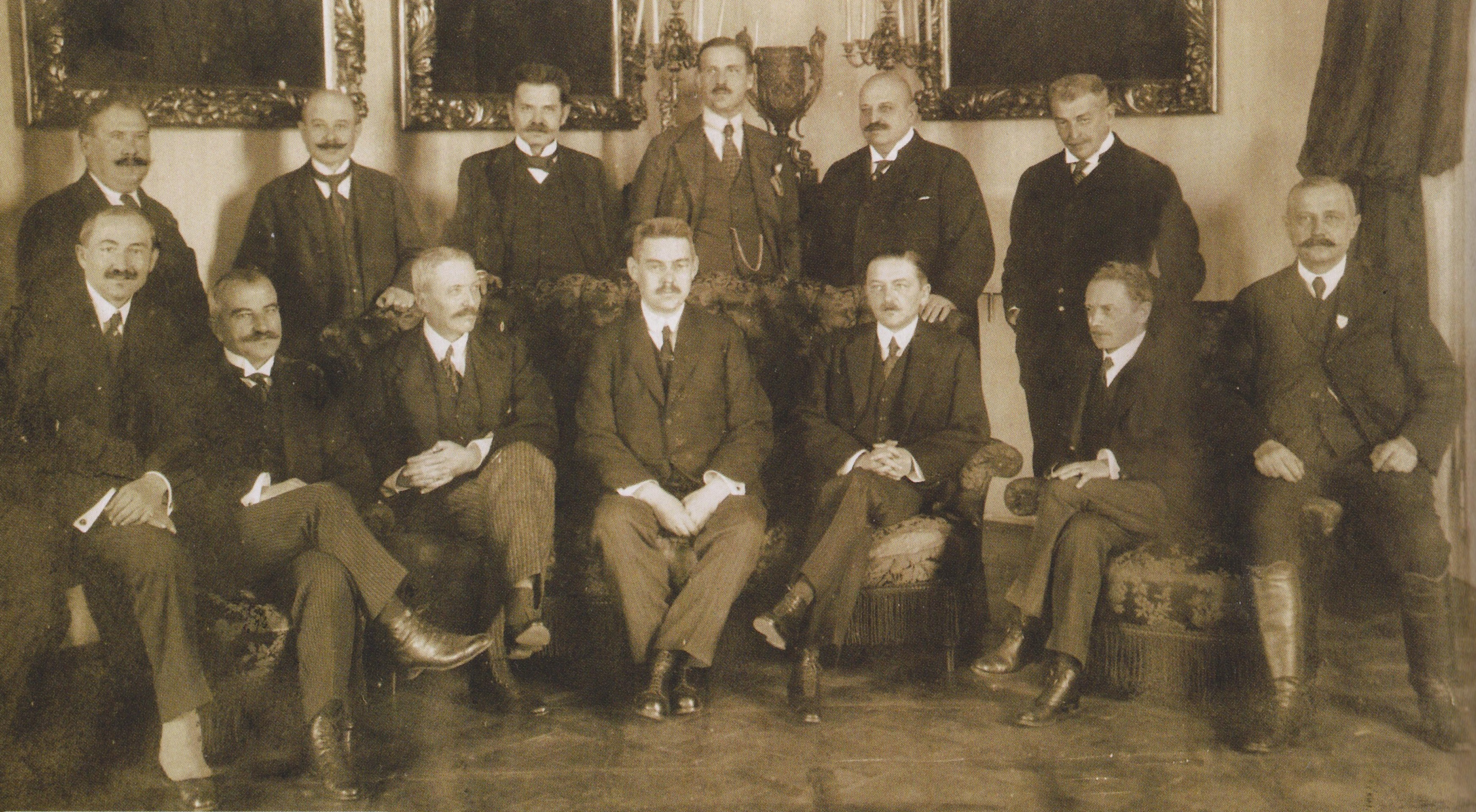
István Haller, eerste van links op de voorste rij, in de regering-Huszár

István Haller (Mezőpetri, 18 november 1880 – Boedapest 5 maart 1964) was een Hongaars politicus, die van 1919 tot 1920 het ambt van minister van Godsdienst en Onderwijs uitoefende in de regering-Teleki I.

## Biografie
Haller stamde uit het Zevenburgse adelsgeslacht Haller. Als minister ontwierp hij een numerus clausus-wetsvoorstel, dat werd aangenomen door de Hongaarse landdag. De numerus fixus werd ingevoerd in 1920. Zijn beleid wordt vaak beschouwd als het eerste anti-joodse beleid in het Europa van de 20e eeuw. Hoewel de wettekst nergens het woord "jood" gebruikte, waren de joden zo goed als de enige bevolkingsgroep die oververtegenwoordigd waren in het hoger onderwijs. De wet had tot doel het aantal joden in het hoger onderwijs terug te schroeven tot 6%, wat toen het joodse bevolkingsaandeel in Hongarije was, daar waar het aantal joodse studenten aan verschillende faculteiten tussen de 25% en de 40% lag in de jaren 1910. István Haller werd voorzitter van de Partij van Christelijke Nationale Eenheid (KNEP), maar verloor algauw zijn mandaat.